# Dope
I Dope sono un gruppo alternative metal statunitense formatosi a New York nel 1997.

## Storia
Edsel Dope, cantante e leader dei Dope, fonda la band nel 1997 insieme al fratello Simon. Da bambini i due furono divisi a causa del divorzio dei genitori, e da adulti si sono riuniti. A loro si aggiungono il bassista Tripp Eisen (ex membro di Roughhouse, Static-X e Murderdolls), il chitarrista Sloane Jentry e Preston Nash alla batteria. Ebbero conflitti con altre band, che li accusavano di vendere droga. Infatti i Dope vendevano droga per poter pubblicare i loro EP.
Nel 1999 esce Felons and Revolutionaries il loro primo album, seguito da LIFE nel 2001. Sempre nel 1999 esce un altro singolo, Debonaire che verrà poi utilizzato nei film Scream 3 (2000) e Fast and Furious (2001).
Dopo LIFE, Simon Dope lascia la band. I Dope cambiano etichetta passando da Epic a Artemis Records, sotto la quale producono il nuovo album Group Therapy. Nel 2004 entra nel gruppo Brix Milner a sostituire Sloane Jentry. Nel luglio 2005 esce American Apathy. Agli inizi del 2007 Edsel Dope annuncia l'uscita di Racci Shay dai Dope che verrà sostituito da Angel. Come annunciato da Edsel Dope il 14 dicembre 2008, alla fine di un concerto, il nuovo album No Regrets è stato pubblicato il 10 marzo 2009.

## Formazione

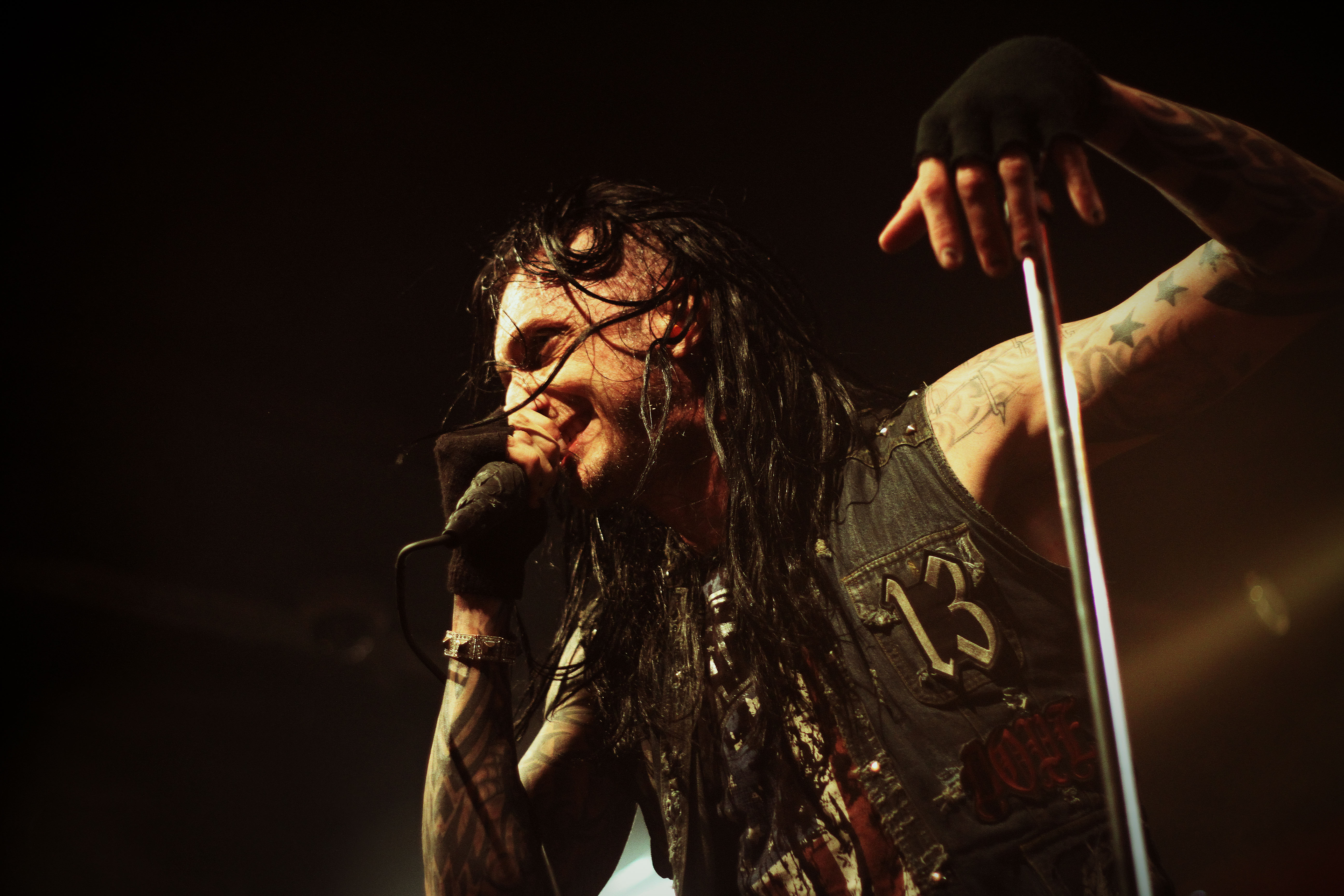
Edsel Dope
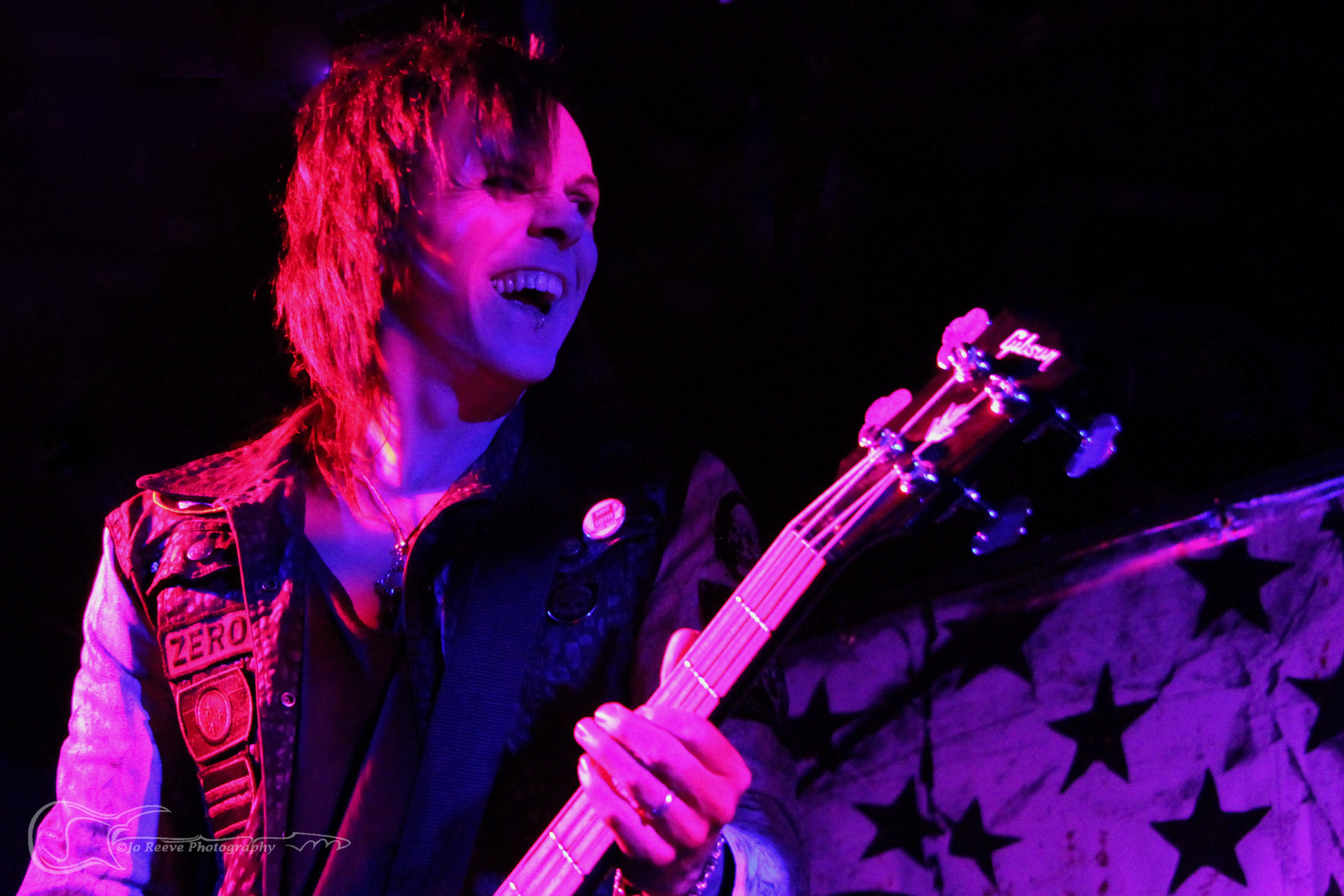
Acey Slade
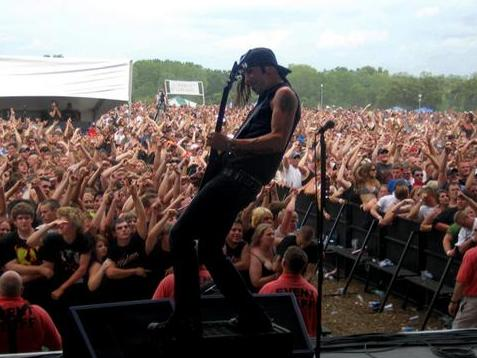
Virus
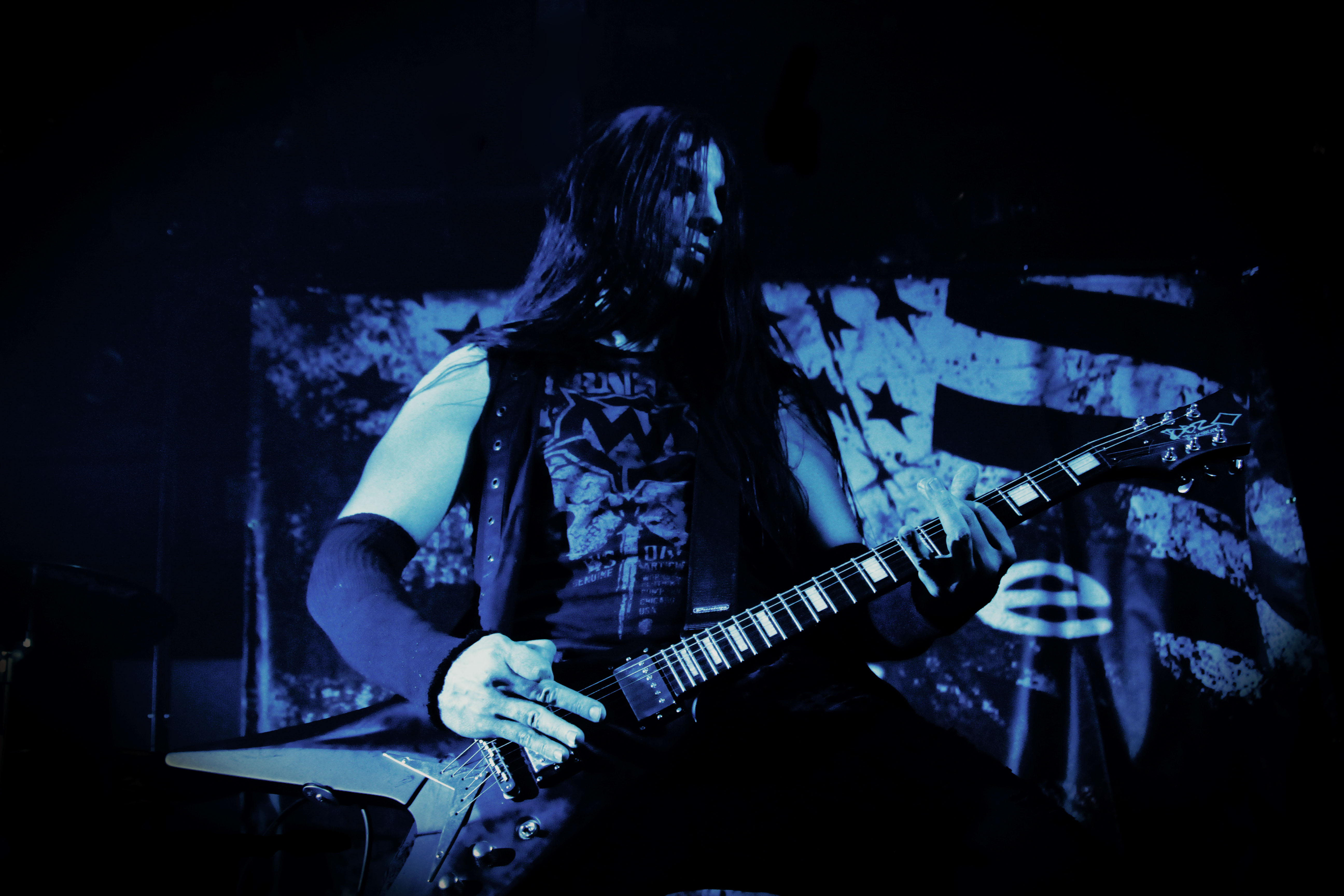
Nick Dibs

### Formazione attuale
- Edsel Dope - voce, chitarra, tastiere (1997-presente)
- Nikk Dibs - chitarra (2013-presente)
- Jerms Genske - basso, cori (2013-presente)
- Dan Fox - batteria (2013-presente)

### Ex componenti
- Simon Dope - tastiere, percussioni (1997-2001)
- Sloane "Mosey" Jentry - chitarra (1997-1999), chitarra e voce (2000-2004)
- Preston Nash - batteria (1997-2000)
- Tripp Eisen - chitarra, basso (1997-2000)
- Acey Slade - basso, chitarra, cori (1999-2001)
- Adrian Ost - batteria (2000-2001)
- Racci "Dr. Sketchy" Shay - batteria, basso (2001-2006)
- Lil Dan - batteria (2005-2006)
- Brix Milner - basso (2004-2008)
- Virus - chitarra (2000-2013)
- Derrick "Tripp" Tribbet - basso, cori (2006-2013)
- Angel Bartollotta - batteria (2006-2013)

### Turnisti
- Ben Graves - batteria durante il tour del 2005 in Giappone

## Discografia

### Album in studio
- 1999 – Felons and Revolutionaries
- 2001 – LIFE
- 2003 – Group Therapy
- 2005 – American Apathy
- 2009 – No Regrets
- 2016 – Blood Money, Part 1
- 2023 - Blood Monet, Part 0

### Raccolte
- 2002 – Felons for LIFE

### Singoli
| Anno | Titolo                             | Posizione massima | Album                      |
| Anno | Titolo                             | US Mainstream     | Album                      |
| ---- | ---------------------------------- | ----------------- | -------------------------- |
| 1999 | Everything Sucks                   | –                 | Felons and Revolutionaries |
| 2000 | You Spin Me 'Round (Like a Record) | 37                | Felons and Revolutionaries |
| 2001 | Now or Never                       | 28                | LIFE                       |
| 2002 | Slipping Away                      | 29                | LIFE                       |
| 2003 | I Am                               | —                 | Group Therapy              |
| 2003 | Bitch                              | —                 | Group Therapy              |
| 2005 | Always                             | 38                | American Apathy            |
| 2005 | Survive                            | —                 | American Apathy            |
| 2009 | Addiction                          | —                 | No Regrets                 |
| 2014 | Selfish                            | —                 | Blood Money                |

### Apparizioni in compilation

#### Pigface Mix
- Easy Listening For Hard Fuckheads - Bitch (Mattress Mix)
- Head... - Bitch (Defrag's Extraordinary Skipping Glitch Mix)
- Head... - Bitch (Passive/Aggressive Mix)
- Pigface VS. Dj.Linux - Dubhead - Bitch (& Scratch)
- Crackhead: The Dj.? - Bitch (Own Your Own Edsel Mix)
- 8-Bit Head - Bitch (Defeag's Extraordinary Skipping Glitch Mix)
- Clubhead - Bitch (Where's My Bitch?)
- Clubhead - Bitch DANSE H@x0RZ $###

#### Cover
- Fuck the Police - N.W.A.
- Rebell Yell - Billy Idol
- People Are People - Depeche Mode
- You Spin Me Round (like a Record) - Dead Or Alive

#### Colonne sonore
- Fast and Furious - Debonaire
- Scream 3 - Debonaire
- American Psycho - You Spin Me Right Round (Dead Or Alive Cover)

#### Tributi
- Hazy Dreams - Tribute to Jimi Hendrix - Hey Joe
- Stairway to Rock: (Not Just) A Led Zeppelin Tribute - Black Dog

#### Altre Partecipazioni
- Take A Bit Out Of Rhyme - New Jack Hustler
- WWE Smackdown - No Chance In Hell
- Return Of The Rock - Everything Sucks (Andy Wallace Mix)
- JagerMusic Rarities 2002 - Bitch (Demo)
- JagerMusic Rarities 2004 - Falling Away (Alternative Version)
- Guitar Hero 3 Legends of Rock - Nothing for me here

## DVD
- Dope: The Videos - 2004
- American Apathy Best Exclusive Buy - 2005